# Мерседес (Техас)
Мерсе́дес (англ. Mercedes) — город, расположенный в округе Хидалго, штат Техас, США, который также является частью метрополий Макаллен–Эдинбург–Мишен и Рейноса–Макаллен. Согласно статистическим данным 2010 года, численность его населения составила 15 570 человек.

## История

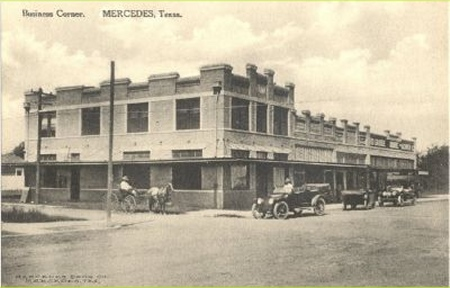
Центр города Мерседес, 1915 год

Город Мерседес, известный также как «The Queen City of the Valley» (с англ. — «Царьград Долины») или «La Reina del Valle» (с исп. — «Королева Долины»), был основан American Rio Grande Land and Irrigation Company 15 сентября 1907 года, а учреждён только 8 марта 1909 года. Мерседес является одним из старейших городов в долине Рио-Гранде, поскольку в 2007 году отметил своё столетие.
Город располагался в зоне Капитолийских угодий и был частью ранчо, принадлежавшего Джиму Уэллесу. Из-за огромного количества растущей там «колючей груши», местность в то время называлась грушевым садом.
Некоторые источники утверждают, что изначально город назывался Диасом в честь Порфирио Диаса, который занимал пост президента Мексики. Якобы в честь жены президента позднее он был переименован в Мерседес Диас, после чего стал называться Царьградом. Однако вышеизложенные факты исторически недостоверны, поскольку ни одна из двух жён Диаса не носила имени Мерседес.
Штаб генерала Закари Тейлора находился на юго-востоке от Мерседеса вблизи Рио-Гранде, а старое ранчо Рабб было известно своими стоянкой для дилижансов и пристанью для речных судов, доставляющих грузы в населённые пункты и военные объекты. Другое старое ранчо Толука вблизи от реки, было излюбленным местом бандитов во времена Панчо Вильи, и по-прежнему его можно найти к востоку от международного моста в Прогресо, городом-побратимом на юге. Особняк был построен со множеством потайных комнат и проходов, и имел тяжёлые деревянные ставни на окнах, чтобы защитить своих жителей.

## География
Мерседес находится в координатах юго-восточного округа Хидалго 26°08′58″ с. ш. 97°55′07″ з. д.. На западе он граничит с городом Уэслако, а на востоке, в округе Камерон, с Ла Ферия.
Автомагистраль Interstate 2/U.S. Route 83, проходящая через северную часть города, простирается на 34 километра в западном направлении до Мак-Аллена и 23 километра на восток до Харлингена. Мерседес находится в 14 километрах к северу от Международного моста Прогресо—Нуэво-Прогресо через Рио-Гранде, соединяющего Техас с мексиканским штатом Тамаулипас.
По данным Бюро переписи населения США, город имеет общую площадь равную 29,8 квадратным километрам, из которых 29,6 квадратных километров приходятся на сушу, а 0,2 квадратных километров составляет вода.

## Демография
| Год переписи                    | Нас.  |       | %±     |
| ------------------------------- | ----- | ----- | ------ |
| 1910                            | 1209  |       | —      |
| 1920                            | 3414  |       | 182,4% |
| 1930                            | 6608  |       | 93,6%  |
| 1940                            | 7624  |       | 15,4%  |
| 1950                            | 10081 |       | 32,2%  |
| 1960                            | 10943 |       | 8,6%   |
| 1970                            | 9355  |       | −14,5% |
| 1980                            | 11851 |       | 26,7%  |
| 1990                            | 12694 |       | 7,1%   |
| 2000                            | 13649 |       | 7,5%   |
| 2010                            | 15570 |       | 14,1%  |
| 2016                            | 16624 | [ 5 ] | 6,8%   |
| 1910–2016 U.S. Decennial Census |       |       |        |

По данным переписи 2000 года в городе насчитывалось 13 649 человек, 4170 домохозяйств и 3348 семей, тогда как плотность населения составляла 614,2 человек на квадратный километр. К тому же насчитывалось 5455 единиц жилья при средней плотности 245,5 на квадратный километр. Расовый состав города Мерседес распределился следующим образом: 79,42 % белого населения, 0,36 % афроамериканцев, 0,89 % коренных народов, 0,07 % азиатов, 0,01 % жителей Океании, 2,31 % представителей смешанных рас и 16,95 % других народностей, причём доля испаноязычного населения или латиноамериканцев любой другой расы составила 90,01 % от всех жителей.
Из 4170 домохозяйств — 41,1 % воспитывали детей в возрасте до 18 лет, проживающих с ними, 54,7 % представляли собой совместно проживающие супружеские пары, 21,4 % состояли из неполных семей, где женщины проживали без мужей, и 19,7 % вообще несемейных. 18 % от общего числа семей на момент переписи жили самостоятельно, причём 11,4 % составили одинокие пожилые люди в возрасте 65 лет и старше. Средний показатель домохозяйства составил 3,27, тогда как семьи — 3,75.
Возрастной состав населения распределился таким образом — 32,9 % жителей младше 18 лет, 11,5 % от 18 до 24 лет, 22,8 % от 25 до 44 лет, 18,4 % от 45 до 64 лет и 14,4 % в возрасте 65 лет и старше, тогда как средний возраст составлял 29 лет, причём на каждые 100 женщин в Мерседесе приходилось 88,6 мужчин, а на каждые 100 женщин в возрасте от 18 лет и старше — 82,3 мужчин.
Средний доход домохозяйства в городе составлял 23 064 долларов, а средний доход семьи — 25 339 долларов США. Мужчины имели средний доход от 19 945 долларов против 18 387 долларов США, получаемых женщинами. Доход на душу населения в городе составлял 8658 долларов США. Около 30,4 % семей и 36,4 % жителей находились за чертой бедности, в том числе 49,4 % из них были моложе 18 лет, а 30,3 % относились к лицам в возрасте 65 лет и старше.

## Торговля
Торговый центр Rio Grande Valley Premium Outlets, принадлежащий Chelsea Property Group, учредителем которой, в свою очередь, является Simon Property Group, открылся 2 ноября 2006 года.

## Образование и паблик-арт

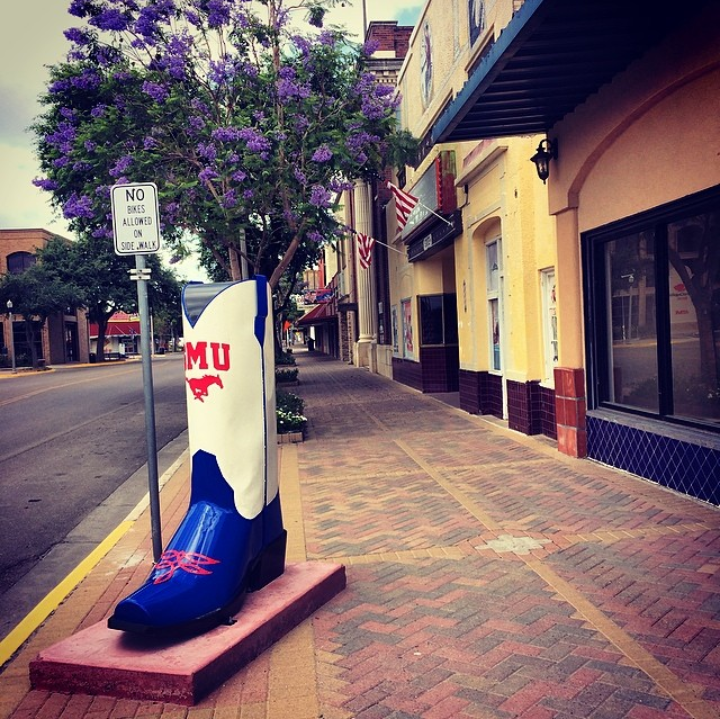
Ковбойский сапог на улице Мерседеса

В восточной части города находится независимый школьный округ Мерседеса, в котором задействована одна-единственная школа, в западной же его части расположился другой независимый школьный округ Уэслако, включающий среднюю школу Ист Уэслако. Кроме того, южнотехаский независимый школьный округ, штаб-квартира которого находится в Мерседесе, обслуживает студентов различных сословий долины Рио-Гранде. Академия наук Южного Техаса и Южнотехаское медицинское училище также находятся в Мерседесе.
Мерседес является местом для уникального публичного арт-проекта, в рамках которого порядка 30 ковбойских сапог ручной работы расставлены по всему городу. Высота каждого такого сапога с изображением символики учебного заведения составляет 5,5 футов (1,68 м).

## Выдающиеся люди
- Наталия Анчизо[англ.] (род. 1985), деятель современного искусства и преподаватель; выросла и окончила среднюю школу в Мерседесе.
- Джеймс Юджин «Бастер» Браун[англ.] — сенатор-республиканец, с 1981 по 2002 годы представлявший 17-й округ штата Техас (Лейк Джексон[англ.]); родился в Мерседесе в 1940 году.
- Роландо Инохоса[англ.] — доктор философии, автор серии романов «Klail City Death Trip» (с англ. — «Конечная остановка — Клейл-Сити»), профессор английского языка в Техасском университете в Остине.
- Элида Рейна[англ.] — исполнительница в жанре техано и ведущий вокалист группы Elida Y Avante, удостоившейся «Латинской Грэмми»; выросла в Мерседесе.
- Джефф Вентворт[англ.] — сенатор-республиканец, c 1993 года представляющий 25-й округ штата Техас (Сан-Антонио); родился в Мерседесе в 1940 году.